# Iampil, Pustomîtî
Iampil (în ucraineană Ямпіль) este localitatea de reședință a comunei Iampil din raionul Pustomîtî, regiunea Liov, Ucraina.

## Demografie
Componența lingvistică a localității Iampil
     Ucraineană (99,84%)
     Alte limbi (0,1%)
Conform recensământului din 2001, majoritatea populației localității Iampil era vorbitoare de ucraineană (99,84%), existând în minoritate și vorbitori de alte limbi.